# Not For Broadcast
Not For Broadcast (с англ. — «Не для эфира») — компьютерная игра в жанре симулятора режиссёра прямого эфира, разработанная британской компанией NotGames и изданная tinyBuild. Выход игры в раннем доступе состоялся 30 января 2020 года на платформе Windows, а выход полной версии состоялся 25 января 2022 года.

## Игровой процесс
Not For Broadcast — это симулятор пропаганды, в котором игроку предстоит влиять на то, каким будет завтрашний день. Режиссёр в прямом эфире должен переключаться между четырьмя камерами, контролировать сводки новостей, заглушать ругательства. От выбора, подвергнуть новости цензуре и получить за это вознаграждение, или открыть миру правду, зависит судьба страны.

## Сюжет
Действие игры происходит в альтернативные 1980-е годы XX века.
В неназванной стране (предположительно, аналоге Великобритании) на очередных парламентских выборах побеждает популистская партия «Прогресс» во главе с популярным телеведущим Питером Клементом и юристом Джулией Солсбери, ставших соправителями в ранге премьер-министров. В первый же день они приняли «Закон о капитале и собственности», перераспределяющий средства в пользу бедных, а также объявили недействительными заграничные паспорта лиц с «традиционно высокими» доходами. На извлечённые у богачей средства «Прогресс» начал широкие социальные реформы. Старая элита, оставшаяся не у дел и понёсшая крупные финансовые потери, создала движение «Перебой», лицом которого стал популярный в народе конспиролог Алан Джеймс. Он предупреждает, что «мы останемся рабами, только в клетке покрасивее».
В день выборов уборщик Алекс Уинстон пришёл прибраться в студии, однако монтажёр Дэйв (успевший бежать из страны) просит его провести эфир «Вечерних новостей» — главной новостной программы страны — вместо него и подробно объясняет по телефону, как настроить оборудование и что показывать. Эфир проходит хорошо и Алекс остаётся в новой роли.
«Вечерние новости» ведёт популярный в народе телеведущий Джереми Дональдсон, который всё более критично относится к реформам «Прогресса». Его коллега из отдела культуры, Меган Вулф, более лояльна к новым властям и пользуется расположением директора канала, Роберта Боузмана. Меган становится соведущей, между ней и Джереми периодически возникают конфликты. Мировой Совет (аналог ООН) вводит против страны масштабные экономические санкции и торговую блокаду, под прикрытием которых «Прогресс» начинает ужесточать внутреннюю политику и вводит политическую цензуру. «Перебой» от простой агитации переходит к террористическим атакам против правительства.
Во время одного из эфиров у Джереми из-за жары, конфликтов с Меган и недовольства информационной политикой «Прогресса» происходит нервный срыв и он, разоружив охранника, берёт студию в заложники. Он обвиняет правительство в попытках подчинить себе СМИ и просит Алекса пустить в эфир кассету «Перебоя», в которой Алан Джеймс рассказывает о целях движения. В зависимости от выбора игрока, Джереми либо кончает жизнь самоубийством в прямом эфире, либо его убивают в прямом эфире, либо его арестовывают и отправляют в тюрьму — Улучшатор. Меган становится основной ведущей «Вечерних новостей».
В ответ на блокаду, «Прогресс» начинает войну против Мирового Совета. «Вечерние новости» почти не говорят о боевых действиях и стараются создать видимость, что всё хорошо. Во время показа премьерной серии ситкома «Доска объявлений» происходит электромагнитный удар и в городе пропадает электричество. Сразу после восстановления вещания Меган сообщает о четырёх ядерных взрывах на континенте и гибели нескольких миллионов человек, после чего в эфир выходит обращение Джулии Солсбери, в котором она требует от Мирового Совета капитулировать и сдать территории своих стран под контроль «Прогресса», в противном случае угрожая взорвать ещё 56 атомных зарядов. Мировой Совет сдаётся, к стране присоединяются Территории.
Питер Клемент скоропостижно умирает, Джулия открывает парк в его честь. Во время этого с Алексом связывается Алан и говорит, что «Перебой» начинает восстание, для чего нужно взять контроль над эфиром. Церемония открытия срывается атакой террористов «Перебоя», после чего по всем Территориям начинаются нападения. Джулия призывает всех оставаться дома и заверяет, что силы безопасности в состоянии справиться с «Перебоем», а Алан отдаёт Алексу распоряжения. В зависимости от того, выполняет ли их игрок, Алан может либо выжить, либо погибнуть. Восстание терпит крах. В стране устанавливается авторитарная власть Джулии Солсбери, опирающейся на «активистов» (молодёжное крыло «Прогресса») и Отряды сплочения общества (ОСО). Телевидение национализировано, противники режима направляются в Улучшаторы, каждый житель должен иметь карту «члена Команды», ведётся активная пропаганда планирования рождаемости и эвтаназии для пожилых (для чего открыты «Центры ухода»). При этом «Прогресс» полностью ликвидировал нищету, смог организовать бесплатное распределение продовольствия, подавил преступность и поощряет творческую самореализацию. Обратная сторона успехов — 85 % населения стало бесплодным из-за добавления в еду и воду химических веществ («Прогресс» пытался сократить рождаемость, чтобы ресурсов хватило на все Территории, но процесс вышел из-под контроля).
Спустя 3 года «Вечерние новости» меняются до неузнаваемости — из новостной передачи они превратились в развлекательно-пропагандистское ток-шоу, которое на пару с разочаровавшейся во властях Меган теперь ведёт сама Джулия.
В зависимости от того, выжили ли Джереми и Алан, чью агитацию пускал в эфир игрок и была ли включена кассета Боузмана/Джулии/Джереми в последнем эфире — у игры есть 14 вариантов эпилога.

## Выход на консолях
27 января разработчики анонсировали дополнение, в котором Алекс Уинстон будет исследовать заброшенную студию. Также на этот день отмечен выход Not For Broadcast на консоли Xbox и PlayStation. Дата выхода — 24 марта.

## В ролях
| Актёр           | Роль |
| --------------- | --- |
| Пол Бэйверсток  | Джереми Дональдсон ведущий «Вечерних новостей»                                                                                  |
| Андреа Валс     | Меган Вулф соведущая «Вечерних новостей»                                                                                        |
| Сара Гиббонс    | Дженни менеджер эфира |
| Розалин Уолш    | Визажист |
| Дермот Кирни    | Лоуренс Бландерклатч/Лэнс Хэмлок актёр                                                                                          |
| Роджер Олборо   | Питер Клемент сопремьер-министр «Прогресса»                                                                                     |
| Клэр Рэкилфт    | Джулия Солсбери сопремьер-министр «Прогресса»                                                                                   |
| Джонатан Хокинс | Алан Джеймс конспиролог, лицо движения «Перебой»                                                                                |
| Джейд Джонсон   | Робин Шорт репортёр «Вечерних новостей»                                                                                         |
| Джордж Вер      | Грэм Бэннон / Патрик Бэннон телеведущий / репортёр «Вечерних новостей»                                                          |
| Эмма Малкерн    | Не-Патрик репортёр «Вечерних новостей», заменивший Патрика Бэннона                                                              |
| Дэн Эллис       | Джефф Алгебра (де Ним) учитель математики, театральный режиссёр, постановщик мюзикла «Эй, дружба!» и ситкома «Доска объявлений» |
| Адам Уиллис     | Томми «Ноготь» Харрис спортсмен, актёр ситкома «Доска объявлений»                                                               |
| Хелен Поттер    | Филиппа Рейдан актриса ситкома «Доска объявлений»                                                                               |

## Фильмография
- Not For Broadcast: «Свет, камера, локдаун» (д/ф) (2021)[4]

## Награды
Игра номинировалась на BAFTA Games 2023 в категории «Games Beyond Enterntainment» (с англ. — «Игры за рамками развлечения»). Также Not For Broadcast попала в Книгу рекордов Гиннесса за самый длительный хронометраж FMV в играх.